# Les Généraux du crépuscule
 (décembre 2015).
Si vous disposez d'ouvrages ou d'articles de référence ou si vous connaissez des sites web de qualité traitant du thème abordé ici, merci de compléter l'article en donnant les références utiles à sa vérifiabilité et en les liant à la section « Notes et références ».
Les Généraux du crépuscule est le 9e tome de la série de romans de Régine Deforges La Bicyclette bleue, paru en 2003.

## Résumé
1960. Alors que François Tavernier s'apprête à rentrer en métropole Léa, De Gaulle lui demande de rester à Alger. Il lui propose comme couverture un travail de correspondant pour l'agence Reuters. François et Léa décident alors de faire venir leurs enfants à Alger au lieu de laisser à Paris sous la responsabilité de leur gouvernante. Le 13 février la première bombe A française explose aux confins du Sahara comme prévu. Paul, un barman de l'hotel Saint-Georges, dit à François que la prostituée Gilda a été enlevée par le légionnaire Ortiz qui recherche Malika aussi logée par Jeanne. Gilda est trouvée morte. On tente d'enlever Claire, fille de François, chez Jeanne Martel-Rodriguez, chez qui toute la famille est installée. Léa rentre en France pour l'enterrement de son beau frère Alain. De passage à Paris, elle aide à faire évader des militant-e-s du FLN. Elle rentre ensuite à Alger avec dans ses bagages son neveu et sa nièce, désormais orphelins, sans en prévenir François, qui n'apprécie pas du tout la surprise.  
À Alger, l'OAS est créée début 1961. À Cuba, les castristes repoussent les Américains. Les généraux Challe, Zeller, Salan et Jouhaud débarquent à Alger et font un putsch. Béchir entre au FLN et dit à François que l'OAS veut le tuer. Malika est tuée. Béchir, avec l'aide de François et Al Alem, tue Ortiz. Béchir est tué par le FLN qui voit en lui un agent double. Devant la multiplication des dangers, François et les siens rentrent en France. Deux putschistes sont arrêtés. L'OAS multiplie les attentats et François est chargé de la démanteler et renvoyé à Alger. Le FLN reprend aussi les attentats. Léa échappe à un attentat en France et François rentre.  
De Gaulle renvoie François et Léa à Alger en 1962. Jouhaud et Salan sont arrêtés mais l'OAS redouble les attentats. L'organisation cherche par ailleurs à utiliser Léa pour récupérer des informations top secrètes. Pour la convaincre, ils menacent ses enfants. Elle accepte et n'en parle pas à François. Celui-ci est en fait au courant par Jeanne, et a décidé d'utiliser Léa, sans lui dire, pour pièger l'OAS. Alors que le départ des pieds-noirs commence, Jeanne meurt mais met à disposition pour Léa une maison en Kabylie. Dans sa lettre d'adieu, elle dit son bonheur d'en finir sur la terre qui est la sienne, au moment où elle n'y aurait plus eu de place. La famille Tavernier quitte Alger, où ils ne sont plus en sécurité, pour la Kabylie. 
L'Algérie devient indépendante le 1er août.